# Melaloncha pulchella
Melaloncha pulchella är en tvåvingeart som beskrevs av Charles Thomas Brues 1904. Melaloncha pulchella ingår i släktet Melaloncha och familjen puckelflugor. Inga underarter finns listade i Catalogue of Life.